# Eric Andersson
Eric Andersson (ur. 15 czerwca 1984 w St.Dicka) – szwedzki żużlowiec.
Dwukrotny finalista indywidualnych mistrzostw Europy juniorów (Lublana 2000 – XIII miejsce, Pocking 2003 – X miejsce). Finalista indywidualnych mistrzostw świata juniorów (Wrocław 2004 – XIII miejsce). Srebrny medalista drużynowych mistrzostw świata juniorów (Pardubice 2005). Dwukrotny uczestnik turniejów o Grand Prix Szwecji (Eskilstuna 2006 – jako rezerwowy, Eskilstuna 2007 – jako rezerwowy). Finalista indywidualnych mistrzostw Europy (Wiener Neustadt 2007 – jako rezerwowy). Wielokrotny finalista indywidualnych mistrzostw Szwecji (najlepsze wyniki: 2009 i 2010 – VIII miejsca). 
Startował w ligach szwedzkiej, niemieckiej i polskiej, w barwach klubów GTŻ Grudziądz (2007–2009) i Kolejarz Rawicz (2010–2014).
26 maja 2014 Eric Andersson poinformował o zakończeniu żużlowej kariery.